# Neupré
Neupré (wa. Li Noûpré) – miejscowość i gmina (commune) w Belgii, w Regionie Walońskim, w prowincji Liège, w okręgu Liège. 1 stycznia 2024 roku liczyła 10 010 mieszkańców.

## Podział administracyjny
W skład gminy wchodzą cztery dzielnice (section):
- Éhein
- Neuville-en-Condroz
- Plainevaux
- Rotheux-Rimière